# Jack (2015)
Jack (Verweistitel: Jack Unterweger – Poet. Verführer. Serienkiller.) ist ein österreichischer Spielfilm von Elisabeth Scharang aus dem Jahr 2015. Der Film behandelt die Geschichte des Serienmörders Jack Unterweger, wobei Scharang im Film die Frage der Schuld Unterwegers in Bezug auf die Mordserie nach seiner Haftentlassung trotz seiner Verurteilung wegen neun Morden bewusst offen lässt.
Der Film feierte seine Premiere am 8. August 2015 beim Internationalen Filmfestival von Locarno. In den österreichischen Kinos lief er am 11. September 2015 an. In Deutschland erschien der Film am 20. Mai 2016 als Direct-to-Video-Veröffentlichung.

## Handlung
Der im Rotlichtmilieu aufgewachsene und bisher vor allem durch kleinere Diebstähle auffällige Jack Unterweger wird für den Mord an einer jungen Frau verhaftet und zu lebenslanger Haft verurteilt. In der Haft beginnt er zu schreiben, womit er das Interesse zahlreicher Intellektueller auf sich zieht. Nach etwa 15 Jahren wird er vor allem wegen der Fürsprache seiner prominenter Unterstützer aus der Haft entlassen und avanciert als „Häfnpoet“ zum Frauenschwarm und Bestandteil der sogenannten „Seitenblicke-Gesellschaft“. Er schreibt seinen ersten Roman, der sich gut verkauft. Der Mörder scheint resozialisiert zu sein.
Doch nach einer Serie ungeklärter Morde an Prostituierten gerät er wieder ins Visier der Polizei. 1994 wird Unterweger erneut angeklagt und aufgrund der erdrückenden Beweislage verurteilt, tötet sich aber in der Haft selbst, noch bevor das Urteil rechtskräftig wird. Die Akten werden ergebnislos geschlossen.

## Rezeption
Kurt Zechner von skip.at sah ein „eindringliches, grandios gespieltes Drama“, das sich nicht groß mit der Schuldfrage beschäftige, sondern einen Blick auf die „rätselhafte Figur Jack Unterwegers“ werfe. Jack sei ein „faszinierendes Psychogramm eines Zerrissenen“ mit einem „tiefen und wahrhaftigen Blick in menschliche Abgründe“.
Laut Vienna.at streife der Film „lediglich einzelne biografische Eckpfeiler“. Scharang spare die Umwelt Unterwegers größtenteils aus; dichte einiges hinzu und lasse vieles im Ungewissen. Johannes Krisch sei „über jeden Zweifel erhaben“, aber in die vielschichtige Darstellung könne „jeder etwas anderes hineinlesen“. Das mache den Film „stark, aber – zumindest in Österreich – auch angreifbar“.
Ditta Rudle kritisierte, dass der Zuschauer nichts darüber erfährt, wie es „wirklich in dem Mann da drinnen aussah“. Der Film verfehle trotz „Starbesetzung“ seine Wirkung. Scharang kritisiere „nichts und niemanden“ und liefere auch keine Antwort auf die Frage nach der Faszination, die Unterweger ausgeübt habe. Positiv bewertete Rudle vor allem die „atemberaubende“ Kameraarbeit von Jörg Widmer.

## Auszeichnungen
- 2016: Drei Auszeichnungen („Beste männliche Hauptrolle“, „Beste Musik“, „Beste Tongestaltung“) und zwei weitere Nominierungen beim Österreichischen Filmpreis 2016.[6]
- 2016: Thomas-Pluch-Drehbuchpreis für den besten abendfüllenden Spielfilm (Hauptpreis)[7]